# II Batalion WSOP „Narew”
II Batalion Wojskowej Służby Ochrony Powstania „Narew” – oddział Wojskowej Służby Ochrony Powstania Armii Krajowej wchodzący w skład Rejonu 2 Obwodu Śródmieście Armii Krajowej, walczący od 1 do 7 sierpnia w Śródmieściu Południowym w rejonie placu Trzech Krzyży, oraz na Powiślu Czerniakowskim. Od 8 sierpnia 1944 wszedł w skład utworzonego Zgrupowania „Kryska” na Czerniakowie. 

## Historia batalionu
Batalion przed powstaniem składał się z 480 żołnierzy (według innych źródeł 575 żołnierzy). 
Zgodnie z planowanymi zadaniami przewidzianymi na okres powstania, - zgodnie z opracowaniem rtm. Juliusza Łoskoczyńskiego (zastępcy dowódcy II Rejonu) - do poszczególnych kompanii należało:
- 22 kompania, oraz 24 kompania miały zostać skoncentrowane ul. Nowy Świat przy ul.Smolnej i Książęcej z zadaniem zdobycia Szpitala Św. Łazarza w Parku na Książęcem[1]. Według innej wersji chodziło tu o 21 oraz 22 kompanię, które były zgrupowane w lokalu firmy „Towis” na lewym skrzydle Instytutu Głuchoniemych, a ich zadaniem było zdobycie Gimnazjum Królowej Jadwigi[2]. Pośrednio potwierdzone jest to przez publikację Marka Stroka, który opisuje atak 21 i 22 kompanii na budynek YMCA-y[3]. Wersja ta potwierdzona jest również we wspomnieniach Tadeusza Grigo[4].
- 23 kompania miała zostać skoncentrowana w Instytucie Głuchoniemych, z zadaniem zdobycia budynku YMCA przy ul. Konopnickiej 6 oraz obiekty na rogu al. Ujazdowskich i Wiejskiej przy pl. Trzech Krzyży, Soldatenheim (Dom Żołnierza) w gimnazjum Królowej Jadwigi. Ostatecznym działaniem miał być wspólny atak 22, 23 oraz 24 kompanii z kompaniami V Zgrupowania na budynek Sejmu[5]. Według innej wersji, 23 kompania zgrupowania była według adresów: ul. Krucza 19 (1 pluton), ul. Nowy Świat - róg. al. 3 Maja (2 pluton), oraz ul. Wspólna 27 (3 pluton)[6].
- 21 kompania miała zostać skoncentrowana przy ul.Piusa z zadaniem zdobycia obiektów przy ul. Piusa 19 (tzw. mała PAST-a), 22 (gimnazjum Wołowskiej) i 24 (gimnazjum Platerówny). Według innej wersji chodziło tu o 24 kompanię, która gromadziła się w lokalu wyjściowym przy ul. Kruczej 7, z zadaniem zdobycia gimnazjum Platerówny, oraz obiektu przy ul. Piusa 19 (tzw. mała PAST-a)[6]. Pośrednio potwierdzone jest to przez publikację Marka Stroka, który opisuje atak 24 kompanii na budynek PAST-y[3].

Na zbiórkę w dniu 1 sierpnia 1944, stawiło się ok. 247 oficerów i szeregowych (w tym 27 kobiet) tj. około 50% stanu. Uzbrojenie stanowiły: 2 rkm, kilka pistoletów maszynowych i karabinów, kilkanaście rewolwerów i pistoletów oraz kilkadziesiąt granatów i butelek zapalających. Dowództwo batalionu ustaliło miejsce postoju na ul. Kruczej 6.

## Działania powstańcze

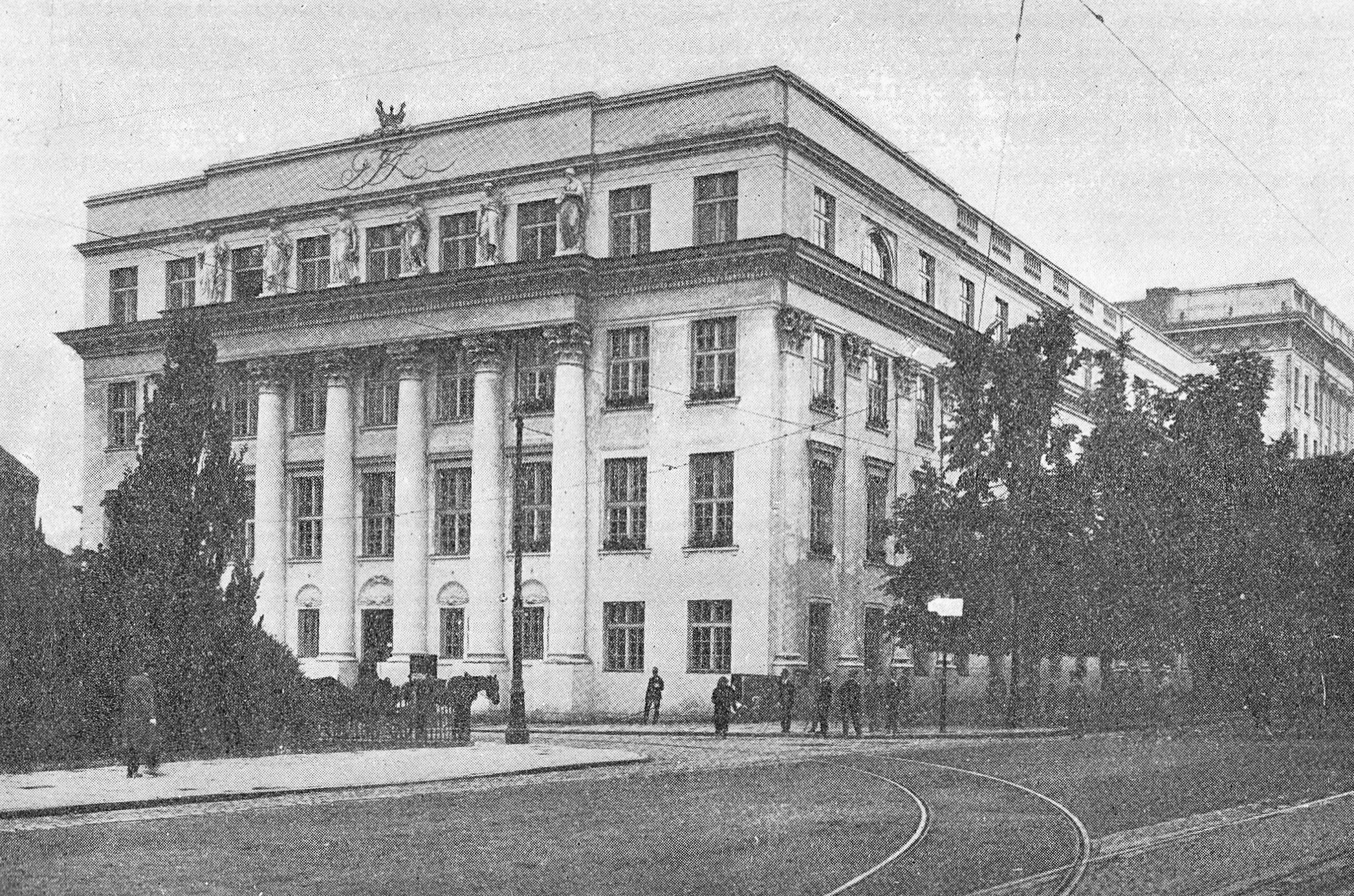
Gmach Gimnazjum im. Królowej Jadwigi na placu Trzech Krzyży

1 sierpnia o godz. 16.45 żołnierze 21 i 22 kompanii stoczyli niewielką potyczkę na pl. trzech Krzyży biorąc do niewoli kilku jeńców i kilka sztuk broni. Według informacji Tadeusza Grigo, zdarzenie miało miejsce na terenie Instytutu Głuchoniemych, gdzie tuż przed 17.00 schroniło się trzech żołnierzy rosyjskojęzycznych formacji oraz podoficer i oficer SS. Zostali oni rozbrojeni. Zdobyto 3 karabiny i 3 pistolety. O 17.00 kompania rozpoczęła atak na Gimnazjum im. Królowej Jadwigi. Niemiecki ogień z ckm powstrzymał ataki powstańców. W tym czasie 21 kompania dysponowała karabinem maszynowym Browning, 2 pistoletami maszynowymi (Sten i Błyskawica), 5 karabinami i 12 pistoletami. Następny atak o zmroku, w składzie 119 żołnierzy na budynek YMCA został odparty przez oddziały niemieckie. Po stracie 2 rannych oddziały otrzymały rozkaz wycofania się na ul.Czerniakowską. Według innej wersji kompania wycofała się na Czerniakowską bez powiadomienia dowódcy batalionu. W relacji Tadeusza Grigo wspomina się, że przejście nastąpiło z częścią 22 kompanii.
Pluton 221 z 22 kompanii, który zbierał się przy ul. Przemysłowej, wziął udział w nieudanym natarciu na Dom Harcerza wraz z 1 kompanią V Zgrupowania. Następnie oddział wycofał się na ul. Przemysłową budując tam barykadę. 
23 kompania, o godz. 16.45 zgromadziła się na pozycjach wyjściowych w pomieszczeniu Wydziału Pomiarów Zarządu Miasta. Uzbrojenie składało się z kilku pistoletów. Kompania w składzie 70 żołnierzy, zebrana przy ul. Nowy Świat 14, próbowała siłami 232 plutonu zdobyć gmach Szkoły Powszechnej nr 40 przy ul. Nowy Świat. Po stracie 2 zabitych i 3 rannych i wyczerpaniu amunicji, kompania wróciła na stanowiska wyjściowe zajmując budynek na rogu ul. Nowy Świat i al. 3 Maja. Według innej wersji, kompania z powodu braku broni nie rozpoczęła akcji bojowej pozostając w punkcie wyjścia wraz z ludnością cywilną. Według tej samej relacji, żołnierze 2 sierpnia ukryli broń i zmieszali się z ludnością cywilną, która została wzięta do niewoli na terenie Muzeum Narodowego.
Według jednej wersji 24 kompania zgromadziła się w lokalu wyjściowym przy ul. Kruczej 7. Z 60 żołnierzy kompanii na miejscu zbiórki zjawiło się 37 żołnierzy, praktycznie bez uzbrojenia. Akcja mająca na celu zdobycie PAST-y, rozpoczęte została o godz. 17.00, rzutem granatów. Pomimo zranienia dwóch Niemców, ogień z broni maszynowej powstrzymał dalsze ataki powstańców. Według innej wersji, natarcie 24 kompanii w składzie 73 żołnierzy na budynek małej PAST-y się nie powiódł. Zajęto jedynie gmach gimnazjum Plater-Zyberkówny. 
2 sierpnia pluton 221 połączył się z 21 i 22 kompanią na Powiślu Czerniakowskim. Oddziały wzięły udział w szturmie na Stację Pomp przy ul. Czerniakowskiej. Samozwańczy dowódca Powiśla Czerniakowskiego „kpt.” Izydor Sosnowski „Sęp” (faktycznie podoficer z organizacji „Miecz i Pług”) zarządził demobilizację. Wszyscy uzbrojeni żołnierze mieli przebić się na przy Stacji Pomp na Siekierki, pozostali mieli się rozejść. Większość żołnierzy 21 i 22 kompanii na rozkaz por. Jana Żuchowskiego „Trojana” nie usłuchała tego rozkazu. Grupy żołnierzy z 21 kompanii, które usiłowały przedostać się na Siekierki, powróciły w całości. Por. „Trojan” przeciwstawiając się samozwańczemu dowodzeniu przez „Sępa” wysłał łączników do kpt. „Kryski”. 
Pluton z 23 kompanii pozostał w budynku na rogu ul. Nowy Świat i al. 3 Maja. 24 kompania obsadzała budynki na pl. Trzech Krzyży umacniając pozycje i budując barykady. 
3 sierpnia, oddziały batalionu otrzymały zadanie oczyszczenia północnej części pl.Trzech Krzyży, zapewnienia łączności z V Zgrupowaniem „Siekiera” na Powiślu Czerniakowskim oraz osłony ul. Książęcej od strony szpitala św. Łazarza. Dowództwo batalionu przeniesiono na ul.Wspólną 10. 24 kompania zaatakowała od ul.Brackiej do ul. Nowy Świat zajmując budynek nr 5. 21 oraz 22 kompania zajęły bez walki Port Czerniakowski. W porcie dołączyła do oddziałów WSOP, grupa „Szczupaka” (oddział Wydziału Marynarki KG AK), w składzie ok. 30 żołnierzy. 
4 sierpnia, plutony z 21 i 22 kompanii obsadziły bursę przy ul.Łazienkowskiej i Czerniakowskiej. Pluton 23 kompanii wspierał zaś udany atak na Gimnazjum im. Królowej Jadwigi. 
5 sierpnia batalion podporządkowano ppłk. Janowi Szczurkowi-Cergowskiemu „Sławborowi”. O godz. 8.00 pluton 23 kompanii odparł atak Niemiecki ze szkoły powszechnej. 24 kompania blokowała wylot z ul. Nowy Świat na pl. Trzech Krzyży, utrzymując skrzyżowanie Nowego Światu z ul. Książęcą oraz wylot z ul. Hożej, Wspólnej, Żurawiej i Nowogrodzkiej, aż do pl. Trzech Krzyży. W tym samym dniu żołnierze 22 kompanii na Powiślu Czerniakowskim zniszczyli gniazdo ckm w kasynie przy ul. Czerniakowskiej. 
6 sierpnia, Niemcy zaatakowali pozycje na rogu ul. Nowego Światu i al. 3 Maja i zmusili do poddania placówkę plutonu 23 kompanii. 
7 sierpnia, Kpt. Netzer „Kryska” otrzymał rozkaz przejścia ze swoimi żołnierzami na Powiśle Czerniakowskie celem podporządkowania tam walczących oddziałów. Na Czerniaków przeszło z nim cześć oficerów dowództwa oraz trzy plutony 24 kompanii (dwa dotychczasowe 241 i 242, oraz nowy czwarty pluton utworzony z ochotników). Pluton 243 pozostał w dyspozycji „Sławbora”. Dowództwo batalionu na Powiślu Czerniakowski zajęło kwatery na ul. Okrąg 2.
8 sierpnia rozkazem dowódcy 2 Rejonu rtm. Władysława Abramowicza „Litwina”. utworzono Zgrupowanie „Kryska” w skład którego weszły 21, 22 oraz 24 kompanie batalionu, które stały się częścią nowego zgrupowania podporządkowanemu dowódcy „Podobwodu Śródmieście Południowe”.

## Struktura Batalionu 1 sierpnia 1944
dowództwo
- dowódca – kpt. art. Zygmunt Netzer „Kryska Mikołaj”;
- zastępca – por. rez. Leszek Skrzetuski „Jelito”;
- adiutant – ppor. rez. Eustachy Burzyński"Jerzy Jurny”;
- oficer sztabu – ppor. Jan Chojnacki „Sobiesław”;
- oficer sztabu – ppor. Zdzisław Rolke „Niemcewicz”;
- kwatermistrz – ppor. rez. Włodzimierz Szonert „Wojciechowski”;
- dowódca pocztu (pluton dowodzenia) – plut. pchor. Tadeusz Regiel „Zosiński”;
- oficer uzbrojenia – ppor. NN „Rejter Zet”;
- lekarz – kpt. rez. lek. Piotr Załęski „Karol”;
- instruktorka Wojskowej Służby Kobiet – Jadwiga Kozierowska „Lena Hańcza”;
- referentka sanitarna WSK – dowódca plutonu WSK-WSOP Irena Kodrycz „Ewa Czajka”;
- komendantka łączniczek – Danuta Cegielska „Danka Strumień”;
- oficer łączności – ppor. rez. łącz. Jerzy Mieczysław Zabierzowski „Maciek”;
- dowódca plutonu żandarmerii – „Sas” NN.

oddziały
- 21 Kompania – dowódca ppor. art. Jan Żuchowski „Trojan”; 
  - Pluton 211 – dowódca plut. Roman Wilczek „Lupus”;
  - Pluton 212 – dowódca chor. Stefan Kuczyński „Zawierucha”;
  - Pluton 213 – dowódca sierż. Ludwik Stępnik „Piński”;

- 22 Kompania – dowódca sierż. Józef Kędzierski „Jaszczur”; zastępca sierż. Edward Kędzierski „Gad”;
  - Pluton 221 – dowódca plut. Stanisław Dębicki „Kajtek”;
  - Pluton 222 – dowódca sierż. Edward Kędzierski „Gad”;
  - Pluton 223 – dowódca sierż. Wincenty Kazimierski „Łoś”;

- 23 Kompania – dowódca por. rez. Tadeusz Kajetan Chełmiński „Warski”; zastępca wachm. Bronisław Smoleński „Surma Bohdan”;
  - Pluton 231 – dowódca ppor. rez. Zygmunt Kowalewski „Prus”;
  - Pluton 232 – dowódca ppor. Jan Cybulski „Głowacki Jerzy”;
  - Pluton 233 – dowódca ppor. Wojciech Ożarowski „Glob”;

- 24 Kompania – dowódca por. rez. inż. Eligiusz Mieczysław Falęcki „Kwiatkowski”; zastępca plut. Jerzy Terpiłowski „Sas Jacek”;
  - Pluton 241 – dowódca ppor. rez. piech. Józef Majewski „Stef"
  - Pluton 242 – dowódca ppor. rez. Zdzisław Michałowicz „Iskra"
  - Pluton 243 – dowódca plut. pchor. Zdzisław Gajczy „Filip”;